# Armix
Armix es una comuna francesa situada en el departamento de Ain, de la región de Auvernia-Ródano-Alpes. Es la comuna menos poblada del departamento de Ain.

## Demografía
| 54 | 48 | 33 | 28 | 14 | 15 | 24 | 21 | 28 |
| Para los censos de 1962 a 1999 la población legal corresponde a la población sin duplicidades (Fuente: INSEE [Consultar]) |    |    |    |    |    |    |    |    |